# Superbrothers: Sword & Sworcery EP
Superbrothers: Sword & Sworcery EP es un indie aventura videojuego creado por Superbrothers y Capybara Games, con música de Jim Guthrie. Inicialmente se lanzó para dispositivos iOS, con una versión para Microsoft Windows a través de Steam más adelante. Los puertos Mac OS X y Linux se incluyeron con el lanzamiento de Humble Indie Bundle V, mientras que se lanzó un puerto a la plataforma Android como parte del cuarto Humble Bundle para Android. Además, se lanzó un puerto para Nintendo Switch, que combina esquemas de control tanto móviles como de computadora, además de agregar compatibilidad con el controlador. Las versiones de iOS y Android hacen uso de la orientación del dispositivo durante el juego.

## Jugabilidad
El jugador toca donde quiere que vaya el personaje, un guerrero escita. El acelerómetro está incorporado en el juego, y el usuario gira el dispositivo 90 grados para que el escita saque su espada (la versión para PC usa el botón derecho del mouse). El jugador toca el botón de escudo o el botón de espada para usarlos. Si el escita resulta herido durante un conflicto, el jugador puede curarse encontrando y consumiendo pequeños hongos rojos. Comer estos hongos también activa una pista musical especial, que solo se reproduce en tal evento.
La mayor parte del diálogo se realiza a través de pensamientos, una vez que el usuario ha adquirido el "Megatomo", un libro mágico que le permite al personaje leer la mente de las personas. El personaje puede saltar entre dos mundos; el mundo "real" y el mundo "de los sueños". El usuario salta de un mundo a otro dejando que el escita duerma, lo que se hace haciéndolo sentarse en un lugar específico del juego.
Tocar y sostener al escita iniciará una "canción de sworcery", una mecánica que le permite al jugador interactuar telepáticamente con el entorno. Esto generalmente se usa para resolver acertijos ambientales que convocan sprites. Los sprites son necesarios para obtener trigones.
Ciertos eventos y pasajes del juego, incluido el descubrimiento de algunos sprites, solo pueden ocurrir si la luna está en una determinada fase. La fase lunar en el mundo real se sincroniza con el mundo del juego según el reloj del sistema. Sin embargo, las fases de la luna también se pueden omitir visitando la "gruta de la luna". Esta es una cueva oculta que se desbloquea al final del juego. Al ingresar a esta cueva, también se reproducirá una pista musical única que no se puede encontrar en la banda sonora oficial.

## Trama
En el juego, hay 4 "sesiones". En la Sesión I, The Scythian viaja por el campo cerca de las Montañas del Cáucaso en una búsqueda. Conoce a una chica de cabello negro, coloquialmente llamada Girl (Samae en la versión Switch), cuidando unas ovejas en un prado cerca del inicio de su viaje. Finalmente, se encuentra con un hombre que corta madera llamado Logfella y un perro llamado Dogfella. Logfella accede a regañadientes a llevarlos a la montaña Mingi Taw. El camino termina en un cañón, al otro lado del cual hay una enorme cara excavada en la montaña, cuya boca es la entrada a una cueva.
La escita levanta su espada bajo un arco iris cerca del cañón y una "lengua" se extiende desde la boca. El escita cruza a Mingi Taw solo. La escita llega a su objetivo en las profundidades de la montaña: un libro de poderosos "sworcery" conocido como Megatome. La espada de Scythian reacciona a la presencia del megatomo y la usa para liberar el libro de las manos esqueléticas que lo mantienen en su lugar. De repente, las manos y un cráneo con cuernos que se cierne sobre él cobran vida y persiguen al escita a través de las cuevas de Mingi Taw. El escita escapa, pero los ojos y la boca de la cara de Mingi Taw se cierran y exudan humo negro, y comienza una tormenta eléctrica en lo alto. Una criatura parecida a un lobo con tres ojos persigue al escita, al perro y a Logfella mientras se dirigen a la cabaña de Logfella. La primera "sesión" termina con el triunfante escita habiendo obtenido el megatomo.
Posteriormente, "El Arquetipo" le presenta al jugador la segunda sesión. Supervisa el progreso de la escita a lo largo de la historia, llamando a su viaje una serie de pruebas o sesiones. Poco después, el jugador regresa al Scythian y se teletransporta a una plataforma al este de la cabaña de Logfella. El escita regresa a la cabaña de Logfella, donde Girl sugiere despertar a varios duendes selváticos cercanos, criaturas místicas que otorgan milagros a quienes los invocan, para romper la tormenta. Ella le recuerda al escita que estos duendes emiten burbujas (que podrían interpretarse como un olor) y un sonido específico cuando están cerca. El escita viaja por el campo, localiza a los tres duendes selváticos y deshace la tormenta. Para llegar al tercer duendecillo selvático, el escita atraviesa al lado de Mingi Taw, pero la puerta del camino que conduce allí está cerrada. Logfella, que tiene la llave, le dice al escita que la perdió mientras soñaba. Explica que al sentarse cerca de la chimenea del fuego dentro de la cabaña, uno ingresa a un espacio de ensueño.
Dentro del sueño, el escita observa a un patán que baila. Acercándose a él, Boor comienza a huir. Siguiéndolo, llega al lado de un lago, donde está la llave de Logfella. Con él, viaja al lado de Mingi Taw para despertar al tercer duendecillo selvático y acabar con la tormenta. Cuando todos los duendes selváticos se despiertan, Girl y Logfella ven este evento como un "tiempo de milagros", como se cuenta en los cuentos entre la gente del Cáucaso. Una vez que ha pasado la tormenta, una luz misteriosa emana de una estructura similar a un laberinto en el prado cerca de la cabaña de Logfella. Después de cantar una canción de juramento, aparece una figura geométrica. Esta figura geométrica, un triángulo invertido, se reconoce en el Megatome como el "Golden Trigon", una pieza del Trigon Trifecta. Acercándose al Golden Trigon, el Scythian prepara su espada y escudo cuando comienza a atacar. Los ataques de Trigon comienzan con un rayo similar a un proyectil antes de progresar a láseres que se disparan desde una figura similar a un ojo que asume Trigon, todos los cuales siguen el patrón de la canción que se reproduce durante la batalla. Después de derrotar al Golden Trigon, el escita lo almacena en el megatomo y la sesión termina.
En la tercera sesión, el escita busca los sueños de Girl y Logfella y encuentra los dos Trigons restantes. Cada uno de esos Trigons solo se puede obtener durante una determinada fase lunar. La escita luego asiste a un concierto de rock, con el músico Jim Guthrie, donde vuelve a montar el Trigon Trifecta.
El Arquetipo introduce al jugador a la sesión final, explicando que completar el lamentable encargo del Scythian será fatal. El escita usa el Trigon Trifecta para teletransportarse a Mingi Taw para vencer al ser con cuernos (conocido como la "Masa gogolítica"). Después de un enfrentamiento final con el lobo de tres ojos, la escita detona el Trigon Trifecta y el Megatome en la cima de Mingi Taw, sacrificándose y vaporizando la masa gogolítica. Logfella y Girl creman sombríamente el cuerpo de la escita.

## Desarrollo
Se lanzó un avance del juego en febrero de 2011, y la versión iPad fue lanzada el 24 de marzo de 2011. Superbrothers: Sword & Sworcery EP ganó el premio Independent Games Festival Mobile Achievement in Art en 2010. Los desarrolladores declararon inicialmente que no tenían intención de crear una versión Android del juego. Sin embargo, el 8 de noviembre de 2012 se anunció que Sword & Sworcery llegará inicialmente a Android a través del lanzamiento de una versión beta dentro del paquete Humble Bundle para Android 4. Más tarde, se lanzó ampliamente en Google Play el 21 de diciembre de 2012. El 30 de noviembre de 2018, se lanzó una versión del juego en Nintendo Switch a través de Nintendo eShop.

## Recepción
El juego ha vendido más de 1.5 millones de copias. Superbrothers: Sword and Sworcery EP ganó el premio Visuales en IndieCade 2011. También se presentó como descarga gratuita en el quinto aniversario de la tienda de aplicaciones de Apple. Pocket Gamer lo premió como el Juego más innovador y el Juego del año para iPad en 2012.